# 메이플스토리 2
《메이플스토리 2》(영어: MapleStory 2)는 메이플스토리의 프리퀄이자 후속작으로, 넥슨에서 개발해 2015년 7월 7일에 출시한 MMORPG게임이며, DirectX 9 기반 게임이다.

## 출시
국제판의 경우 1차 클로즈드 베타가 2018년 5월 9일부터 16일, 2차 클로즈드 베타는 같은 해 7월 18일에 진행됐다. 2018년 10월 10일에 국제판이 정식으로 출시됐다. 일본판 및 국제판은 2020년 5월 27일에 종료됐다. 중국에서는 2022년 11월 2일 서비스가 종료됐다.
대한민국은 2025년 5월 29일 서비스를 종료하였다.

## 같이 보기
- 메이플스토리
- 메이플스토리m
- 메이플스토리 DS